# 오르페
《오르페》(Orphee, Orpheus)는 프랑스에서 제작된 장 콕토 감독의 1949년 영화이다. 장 마라이 등이 주연으로 출연하였다.

## 줄거리
죽음의 왕녀(카자레스)는 인간을 죽음의 나라로 불러오는 것이 맡은 바 직책인데, 어느날 시인 오르페(마레)를 사모하게 됨으로써 질투 때문에 그의 아내를 죽음의 나라로 연행한다. 이것은 죽음의 법칙을 파괴하는 행위라고 해서 재판받는다. 오르페도 그 법정에 서고, 그는 아내와 함께 삶의 나라로 되돌려 보내지는데, 오르페를 원한스럽게 보는 측의 무리에게 사살된다. 그러나 불멸이어야 될 시인의 죽음을 보상하기 위해, 죽음의 왕녀가 희생물이 됨으로써 오르페와 아내는 삶의 나라로 살아 돌아간다.

## 출연

### 주연
- 장 마라이
- 프랑수아 페리어

### 조연
- 마리아 카사레
- 헨리 크레미스
- 줄리엣 그레코
- 에두아르 데르미스

## 기타
- 미술: 장 도본
- 의상: 마르셀 에스코피어

## 평가
콕토 감독에 의한 오르페 전설의 현대화 작품이다. 오르페가 죽음의 왕녀의 사랑을 받고 그도 사랑하는 것은 콕토가 죽음을 사랑한 것을 인격화한 것이며, 오르페는 콕토 자신일 것이다. 즉 그 자신과 죽음의 왕녀와의 삶의 나라와 죽음의 나라에 있어서의 사랑의 유희의 시가 영화의 형태로 표현된 것이다. 일체가 콕토의 시혼(詩魂)에서 탄생된 창조물이며, 일반 영화에서의 영상이나 말과는 이차원적인 것인 관계로, 이에 흥미를 느끼느냐 안 느끼느냐 하는 것은 보는 사람의 감각에 맡길 도리 밖에는 없다. 그러나 이 재료를 영화화한 콕토의 기술은 완전에 가까운 놀랄 만하다.